# زیردریایی یو-۷۷ (۱۹۴۰)
زیردریایی یو-۷۷ (۱۹۴۰) (به انگلیسی: German submarine U-77 (1940)) یک زیردریایی بود که طول آن ۶۷٫۱ متر (۲۲۰ فوت ۲ اینچ) بود.